# Teatro Monumental
Das Teatro Monumental (Monumental-Theater), früher als Monumental Cinema (Monumental-Kino) bekannt, ist ein Konzertsaal der sich in der Calle Atocha in Madrid befindet. Das Bauwerk wurde von dem Architekten Teodoro Anasagasti unter Verwendung von Stahlbeton entworfen; es ist eines der ersten Werke des madrilenischen Rationalismus. Im Jahr 1970 wurde der Raum für Konzerte des Sinfonieorchesters vom Radio und des spanischen Fernsehens umgebaut.

## Geschichte
In den ersten Jahrzehnten des 20. Jahrhunderts wollte die Firma Sagarra Kinos einführen. Hierfür erstellte Teodoro Anasagasti den Entwurf und führte anschließend den Bau des dreigeschossigen Theaters mit Platz für rund 4200 Personen durch. Es wurde am  20. Oktober 1923 eingeweiht. Das Theater hat zwei Funktionen: Kino und Theater. Der Innenraum wurde in Art déco von Maumejan gestaltet, die gleiche Firma dekorierte auch das Cine Ideal.
Die Bar in der Lobby ist mit einem Springbrunnen geschmückt, der vom Bildhauer Pedro Nicoli entworfen. Von Beginn an konnte man von der U-Bahn, auf der Plaza Antón Martín, direkt ins Kino gehen. Im Monumental Cinema wurde die Kommunistische Partei Spaniens am 2. Juni 1935 gegründet. Das Monumental wurde mit der Idee geboren, mehrere Funktionen zu erfüllen: Kino und Theater.  Er endete als Konzertsaal des spanischen Radio- und Fernsehorchesters.